# Point Moreno
Der Point Moreno (in Argentinien Punta Moreno) ist eine Landspitze an der Südküste von Laurie Island im Archipel der Südlichen Orkneyinseln. Sie markiert die Ostseite der Einfahrt in eine kleine Bucht am Kopfende der Scotia Bay. 
Teilnehmer der Scottish National Antarctic Expedition (1902–1904) unter der Leitung von William Speirs Bruce kartierten sie 1903. Bruce benannte sie nach dem argentinischen Naturkundler Francisco Pascasio Moreno (1852–1919), Leiter des La-Plata-Museums.